# Microrégion de Manaus

Localisation de la microrégion de Manaus.

La microrégion de Manaus est l'une des six microrégions qui subdivisent le Centre de l'État de l'Amazonas au Brésil.
Elle comprend sept municipalités qui regroupaient 1 900 791 habitants en 2006 pour une superficie totale de 41 243 km2.

## Municipalités[1]
- Autazes
- Careiro
- Careiro da Várzea
- Iranduba
- Manacapuru
- Manaquiri
- Manaus